# Lee Konitz/Diskografie

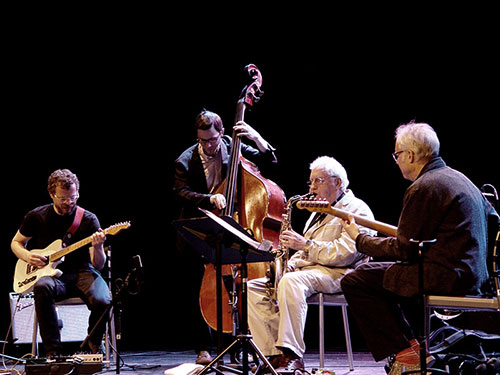
Lee Konitz (2. von rechts) mit Jakob Bro, Thomas Morgan und Bill Frisell (2015)

Diese Diskografie gibt eine Übersicht über die veröffentlichten Tonträger des Saxophonisten Lee Konitz. Sie umfasst seine Alben unter eigenem Namen (einschließlich erst später erschienener Mitschnitte, meist von Live-Auftritten) und seine Mitwirkungen als Sideman. Nach Tom Lord war Konitz zwischen 1947 und 2019 an 591 Aufnahmesessions beteiligt.

## Alben unter eigenem Namen und als Ko-Leader
Dieser Abschnitt listet die von Lee Konitz veröffentlichten LPs und CDs chronologisch nach Veröffentlichungsjahr. Er enthält auch seine ab Ende der 1960er-Jahre entstandenen Duo-, Trio- und Quartett-Kooperationen.
| Album                                                                                     | Musiklabel               | VÖ    | Aufnahme  | Anmerkungen |
| ----------------------------------------------------------------------------------------- | ------------------------ | ----- | --------- | --- |
| Subconcious-Lee                                                                           | New Jazz/Prestige        | 1950  | 1949/50   | Lee Konitz with Lennie Tristano. Vier verschiedene Besetzungen: Quintett von Lennie Tristano mit Konitz, Billy Bauer, Arnold Fishkin, Shelly Manne, New York, 11. Januar 1949, Quintett mit Warne Marsh, Sal Mosca, Arnold Fishkin, Denzil Best, 28. Juni 1949, Quintett mit Marsh, Mosca, Fishkin, Jeff Morton, 27. September 1949 und Quintett mit Mosca, Bauer, Fishkin und Morton, 7. April 1950 |
| The New Sounds                                                                            | Prestige                 | 1951  | 1949/50   | Auf der 10-Zoll-LP (Prestige PRLP 108) ist Konitz mit seinem Quintett (Mosca, Bauer, Fishkin und Morton) in Aufnahmen vom 7. April 1950 nur auf der B-Seite zu hören (identisch mit dem letzten Set auf Subconcious-Lee); auf der A-Seite spielt Stan Getz (mit Gene Ramey bzw. Percy Heath, Don Lamond bzw. Stan Levey, Al Haig, Tony Aless). |
| The New Sounds                                                                            | Prestige                 | 1951  | 1949/50   | Auf der 10-Zoll-LP gleichen Titels (Prestige PRLP 116) spielt Konitz am 8. März 1951 vier Titel mit Miles Davis, Sal Mosca, Arnold Fishkin und Max Roach. Zwei weitere Titel entstehen im Duo mit Billy Bauer am 11. März 1951. Die Aufnahmen erschienen auch unter dem Titel Jazz Time Paris, Vol. 7 – Lee Konitz Plays, Young Lee, Lee Konitz & Hans Koller, Lee Konitz/Bob Brookmeyer: Quintets, und Lee Konitz/Bob Brookmeyer in Paris und 1956 auf der Kompilations-LP Conception. |
| Lee Konitz Plays with the Gerry Mulligan Quartet                                          | Pacific Jazz             | 1953  | 1953      | Lee Konitz mit Chet Baker, Gerry Mulligan, Carson Smith und Larry Bunker, live im Jazzclub The Haig, Los Angeles, Ende Januar 1953. |
| Lee Konitz – Zoot Sims – Frank Foster – Bobby Jaspar – 4 Four Sax                         | Vogue                    | 1953  | 1953      | Kompilation mit vier Sessions unter der Leitung von Lee Konitz, Zoot Sims, Frank Foster und Bobby Jaspar, Konitz spielt hier mit Henri Renaud, Jimmy Gourley, Don Bagley, Stan Levey; entstanden in Paris am 18. September 1953. |
| Ezz-thetic                                                                                | Roost                    | 1953  | 1953      | Mit Henri Renaud, Jimmy Gourley, Don Bagley, Stan Levey. Paris, 17. September 1953. |
| Lee Konitz and the Gerry Mulligan Quartet                                                 | Pacific Jazz             | 1954  | 1953      | Konitz wirkte auf dem Album nur auf vier Titeln mit. |
| At Storyville                                                                             | Storyville               | 1954  | 1953      | Das Lee Konitz Quartet mit Ronnie Ball, Percy Heath und Al Levitt im Storyville Club, Boston, 5. Januar 1954 |
| Konitz                                                                                    | Storyville               | 1954  | 1954      | Aufnahmen vom April (oder Mai) bzw. vom 6. August 1954 mit Peter Ind, Jeff Morton, Ronnie Ball |
| Lee Konitz In Harvard Square                                                              | Storyville               | 1955  | 1955      | dto., Harvard Square, Boston, Mass., Februar 1955 |
| Lee Konitz with Warne Marsh                                                               | Atlantic                 | 1955  | 1955      | Konitz und Warne Marsh mit Oscar Pettiford, Kenny Clarke, Billy Bauer, Ronnie Ball, Sal Mosca. Toningenieur war Tom Dowd; das Coverfoto stammte von William Claxton; 14. Juni 1955. |
| Inside Hi-Fi                                                                              | Atlantic                 | 1956  | 1956      | Lee Konitz mit Billy Bauer, Arnold Fishkind, Dick Scott bzw. Sal Mosca, Peter Ind, Dick Scott. 26. September 1956. Bei den Aufnahmen mit der Combo um Mosca spielt Konitz auf dem Tenorsaxophon; wiederaufgelegt 2018 durch Pure Pleasure. |
| Worthwhile Konitz                                                                         | Atlantic (Japan)         | 1956  | 1956?     | Konitz mit Jimmy Rowles, Leroy Vinnegar, Shelly Manne. Los Angeles, 21. Dezember 1956. |
| The Real Lee Konitz                                                                       | Atlantic                 | 1957  | 1957      | Mit Don Ferrara, Billy Bauer, Peter Ind, Dick Scott; Live Midway Lounge, Pittsburg, 15. Februar 1957 |
| Very Cool                                                                                 | Verve Records            | 1957  | 1957      | Mit Don Ferrara, Sal Mosca, Peter Ind, Shadow Wilson. |
| Konitz Meets Mulligan                                                                     | Pacific Jazz             | 1957  | 1957      | Erschien in Italien bereits 1957 unter dem Titel Lee Konitz Plays with the Gerry Mulligan Quartet. Mit Chet Baker, Joe Mondragon, Larry Bunker |
| An Image – Lee Konitz with Strings                                                        | Verve                    | 1958  | 1953      | Lee Konitz mit Streichquartett, Lou Stein, Gene Orloff, Alan Shulman, Billy Bauer (?), Bill Russo (Leitung) |
| Newport Jazz Festival 1958–59                                                             |                          | F     | 1958/59   | Mitschnitt vom Newport Jazz Festival 29. September 1958, mit Henry Grimes, Ed Levinson. |
| Live at the Half Note                                                                     | Verve                    | 1959  | 1959      | Mitschnitt aus dem The Half Note, mit Warne Marsh, Bill Evans, Jimmy Garrison, Paul Motian, 17. und 24. Februar 1959. |
| Lee Konitz Meets Jimmy Giuffre                                                            | Verve                    | 1959  | 1959      | Mit Hal McKusick, Jimmy Giuffre, Buddy Clark, Ronnie Freeman, Bill Evans, Ted Brown, Warne Marsh, 12./13. Mai 1959. |
| You and Lee                                                                               | Verve                    | 1959  | 1959      | Lee Konitz Tentet mit Ernie Royal, Marky Markowitz, Phil Sunkel, Bob Brookmeyer, Eddie Bert, Billy Byers, Bill Evans, Sonny Dallas, Roy Haynes, Jimmy Giuffre (arr,cond). |
| Timespan                                                                                  | Wave [E]                 | 1960  | 1960      | Offizielles Album? Mit Nico Bunink, Ben Tucker, Al Levitt (22. Februar 1960) bzw. Sal Mosca, Peter Ind, Wilbert Granville T. Hogan, Tox Drohar (22. Nov. 1960). |
| Motion                                                                                    | Verve                    | 1961  | 1961      | Mit Sonny Dallas und Elvin Jones, 29. August 1961. |
| Duets                                                                                     | Milestone                | 1968  | 1967      | Mit Joe Henderson, Eddie Gomez, Elvin Jones, Jim Hall, Dick Katz, Richie Kamuca, Marshall Brown, Karl Berger, Ray Nance. Erschien auch unter dem Titel The Lee Konitz Duets. |
| Zo-Ko-Ma                                                                                  | MPS                      | 1968  | 1968      | Album von Attila Zoller, Lee Konitz und Albert Mangelsdorff mit Barre Phillips und Stu Martin, 13. und 14. März 1968 |
| Lee Konitz / Pony Poindexter / Phil Woods / Leo Wright – Alto Summit                      | MPS                      | 1968  | 1968      | Lee Konitz, Pony Poindexter, Phil Woods und Leo Wright mit Palle Danielsson, Jon Christensen, Steve Kuhn, 2. und 3. Juni 1968. |
| Lee Konitz / Martial Solal: European Episode                                              | Fontana/CAM              | 1968  | 1968      | Mit Henri Texier, Daniel Humair, 12. Oktober 1968. |
| Lee Konitz / Martial Solal: Impressive Rome                                               | CAM                      | 2007  | 1968      | Mit Henri Texier, Daniel Humair, 12. Oktober 1968. |
| Stereokonitz                                                                              | RCA-Victor               | 1968  | 1968      | Oktober 1968, mit Giovanni Tommaso, Gegè Munari, Franco D’Andrea, Enrico Rava. |
| 9th International Jazz Festival Ljubljana 68                                              | Helidon                  | 1969  | 1968      | Nur auf einem der elf Titel: Meditation. Mit Miljenko Prohaska, Silvije Glojnarić. Live: International Jazz Festival Ljubljana 1968, Tivoli Concert Hall, Ljubljana, 8. Juni 1968 |
| Spirits                                                                                   | Milestone                | 1972  | 1971      | Mit Ron Carter, Mousey Alexander, Sal Mosca, Februar/März 1971. |
| Peacemeal                                                                                 | Milestone                | 1970  | 1969      | Mit Marshall Brown, Dick Katz, Eddie Gomez, Jack DeJohnette.20/21. März 1969, New York |
| Worth While Konitz                                                                        | Atlantic                 | 1972  | 1956      | Aufnahmen mit Peter Ind, Sal Mosca, Dick Scott. |
| Altissimo                                                                                 | Philips                  | 1973  | 1973      | Von Joachim Ernst Berendt produziertes, gemeinsames Album von Charlie Mariano, Gary Bartz, Jackie McLean, Lee Konitz (mit Palle Danielsson, Han Bennink, Joachim Kühn); aufgenommen am 15. Juli 1973 in Kopenhagen. |
| Tranquility                                                                               | Verve Records            | 1974  | 1957      | Aufnahmen vom 22. Oktober 1957, mit Henry Grimes, Dave Bailey, Billy Bauer. |
| Gérald Merceron: Modern Jazz Compositions from Haiti                                      | GM                       | 1974  | 1973      | Auf drei Titeln mit dem Lee Konitz Quartet. Andere Titel mit Martial Solal, Daring Jazz Quartet bzw. Warne Marsh |
| I Concentrate On You: A Tribute to Cole Porter                                            | SteepleChase             | 1974  | 1974      | Duoalbum mit Red Mitchell, 30. Juli 1974. |
| Gérald Merceron: L’Énergie mysterieuse!                                                   | GM                       | 1978  | 1973      | Nur auf der B-Seite: Lee Konitz Quartet mit Jim Hall, Eddie Gomez, Beaver Harris; Rex Theatre, Port-Au-Prince, Haiti, 10. Juli 1973. |
| Lone-Lee                                                                                  | Steeplechase             | 1975  | 1974      | Soloalbum, Kopenhagen 15. August 1974. |
| Satori                                                                                    | Milestone                | 1975  | 1974      | Mit Dave Holland, Jack DeJohnette, Dick Katz, Martial Solal, New York City, 30. September 1974. |
| Oleo                                                                                      | Sonet                    | 1975? | 1975      | Mit Dick Katz, Wilbur Little. New York, Januar 1975. |
| Chicago ’n’ All That Jazz                                                                 | Groove Merchant          | 1975  | 1975      | Lee Konitz Big Band mit Lloyd Michels, Richard Hurwitz, Alan Raph, Barry Maur, Don Palmer, Joe Farrell, Mike Longo, Dick Katz, George Davis, Major Holley, Eddie Locke, Ray Armando; erschien in Italien auch unter dem Titel I Giganti del Jazz Vol. 7. 6. Mai 1975. |
| Windows                                                                                   | Steeplechase             | 1975  | 1975      | Duoalbum mit Hal Galper, 67. November 1975. |
| Jazz A Confronto 32                                                                       | Horo Records             | 1976  | 1976?     | Mit Peter Ind, Al Levitt, Dave Cliff. 17. Januar 1976 |
| London Concert                                                                            | Wave                     | 1977  | 1976      | Mit Warne Marsh, Al Levitt, Peter Ind. |
| Lee Konitz Meets Warne Marsh Again                                                        | Pausa                    | 1976  | 1976      | dto., Ronnie Scott’s, London, 24. Mai 1976. |
| The Lee Konitz Nonet                                                                      | Roulette                 | 1977  | 1976      | The Nonet: Burt Collins, John Eckert, Jimmy Knepper, Sam Burtis, Kenny Berger, Andy Laverne, Rufus Reid, Billy Hart, 13. und 18. Oktober 1976. |
| Pyramid                                                                                   | Improvising Artists Inc. | 1977  | 1977      | Trioalbum von Konitz, Bill Connors und Paul Bley. Electric Lady Studios, New York, 11. Juni 1977. |
| Lee Konitz Nonet                                                                          | Chiaroscuro              | 1977  | 1977      | The Nonet: Burt Collins, John Eckert, Jimmy Knepper, Sam Burtis, Ronnie Cuber, Ben Aranov, Knobby Totah, Kenny Washington, 20. und 21. September 1977. |
| Timespan                                                                                  | Wave                     | 1977  | 1954–76   | Mit Ben Tucker, Peter Ind, Sonny Dallas, Al Levitt, G. T. Hogan, Jeff Morton, Tox Drohar, Al Schackman, Billy Bauer, Nico Bunink, Ronnie Ball, Sal Mosca. Von Peter Ind, Inhaber des Wave-Musiklabels, zusammengestelltes Album; bislang unveröffentlichte Aufnahmen zw. 1954 und 1976. |
| Figure and Spirit                                                                         | Progressive              | 1977  | 1976      | Mit Ted Brown, Albert Dailey, Rufus Reid, Joe Chambers, New York, 20. Oktober 1976. |
| Jazz à Juan                                                                               | SteepleChase             | 1977  | 1974      | Mit Niels-Henning Ørsted Pedersen, Daniel Humair, Martial Solal. Antibes-Juan Les Pins, 26. Juli 1974. |
| Warne Marsh & Lee Konitz Jazz Exchange, Vol. 1                                            | Storyville               | 1976? | 1975      | Warne Marsh/Lee Konitz Quintet mit Ole Kock Hansen, Niels-Henning Ørsted Pedersen, Alex Riel. Live Jazzhus Montmartre, Kopenhagen, 3. Dezember 1975. |
| Warne Marsh & Lee Konitz Live at the Club Montmartre, Vol. 2                              | Storyville               | 1976? | 1975      | Warne Marsh/Lee Konitz Quintet mit Dave Cliff, Peter Ind, Al Levitt. Live Jazzhus Montmartre, Kopenhagen, 27. Dezember 1975. |
| Tenorlee                                                                                  | Choice                   | 1978  | 1977      | Duoalbum mit Jimmy Rowles. |
| Giuffre/Konitz/Connors/Bley IAI Festival                                                  | Improvising Artists Inc. | 1978  | 1978      | Quartettalbum von Konitz, Jimmy Giuffre, Paul Bley und Bill Connors, 19. Mai 1978, IAI Festival San Francisco. |
| French Concert: Shelly Manne Quartet feat. Lee Konitz                                     | Galaxy                   | 1979  | 1977      | Mit Chuck Domanico, Mike Wofford. Mitschnitt von Radio France vom Newport Festival Konzert in Saint-Quentin-en Yvelines (11. November 1977) |
| Duplicity                                                                                 | Horo                     | 1978  | 1977      | Duoalbum mit Martial Solal; Rom, 29. November 1977. |
| Yes Yes Nonet                                                                             | Sonet                    | 1979  | 1979      | Lee Konitz Nonet mit Tom Harrell, John Eckert, Jimmy Knepper, Sam Burtis, Ronnie Cuber, Harold Danko, Buster Williams, Billy Hart. New York, 17. April 1979. |
| Solal – Konitz – Scofield – Ørsted-Pedersen – Four Keys                                   | MPS                      | 1979  | 1979      | Quartett-Aufnahmen vom 8. Mai 1979 im MPS Tonstudio, Villingen. |
| Sax of a Kind – Lee Konitz in Sweden 1951/53                                              | Dragon Records           | 1979  | 1951–53   | Aufnahmen mit Bengt Hallberg bzw. Gunnar Svensson, Gunnar Johnson, Kenneth Fagerlund bzw. Jack Norén, sowie Ingmar Glanzelius, Hacke Björksten; auf einem Titel mit Stan Kenton and His Orchestra. |
| Lee Konitz Featuring Hans Koller, Lars Gullin, Roland Kovac                               | Swingtime                | 1980  | 1956      | Studioaufnahmen aus Köln 1956, mit Lars Gullin, Hans Koller, Willi Sanner, Roland Kovac, Johnny Fischer, Rudi Sehring bzw. Karl Sanner. Wiederveröffentlicht mit weiteren Titeln 2017 als In Europe ’56 – Paris (Unreleased) & Köln Sessions |
| Lee Konitz & Karl Berger: Seasons Change                                                  | Circle Records           | 1980  | 1979      | Duoalbum. Zürich, 29. Oktober 1979. |
| Lee Konitz and Chet Baker in Concert                                                      | India Navigation         | 1982  | 1974      | Mit Michael Moore, Beaver Harris, April 1974. |
| Live at the Berlin Jazz Days 1980                                                         | MPS                      | 1982  | 1980      | Lee Konitz/Martial Solal Duo, Philharmonie Berlin, 30. Oktober 1980. |
| Toot Sweet                                                                                | Owl                      | 1982  | 1982      | Duoalbum mit Michel Petrucciani. Centre Musical Bösendorfer, Paris, 25. Mai 1982. |
| High Jingo                                                                                | Atlas                    | 1982  | 1982      | Lee Konitz & His West Coast Friends, mit Art Pepper, Mike Lang, Bob Magnusson, John Dentz. Hollywood, 18./19. Januar 1982. |
| Wild As Springtime                                                                        | G.F.M.                   | 1982  | 1984      | Duoalbum mit Harold Danko. Park Lane Studios, Glasgow, 29.–30. März 1984. |
| Live at Laren                                                                             | Soul Note                | 1984  | 1979      | Mit Ronnie Cuber, Ray Drummond, Billy Hart, Ben Aronov, Jimmy Knepper, Sam Burtis, Red Rodney, John Eckert. |
| Dovetail                                                                                  | Sunnyside Records        | 1985  | 1983      | Mit Jay Leonhart, Harold Danko. |
| Warne Marsh, Lee Konitz – Vol. 3                                                          | Storyville               | 1985  | 1975      | Mit Niels-Henning Ørsted Pedersen, Svend-Erik Nørregaard, Ole Kock Hansen, Dezember 1975. |
| Glad, Koonix – Live in Sweden                                                             | Dragon                   | 1986  | 1983      | Mit Jan Allan, Göran Strandberg, Sture Nordin, Egil Johansen. Live, Arvika, Schweden, 5. November 1983. |
| Art of the Duo                                                                            | Enja                     | 1986  | 1983      | Duoalbum mit Albert Mangelsdorff. |
| Round & Round                                                                             | Limelight                | 1989  | 1988      | Mit Mike Richmond, Adam Nussbaum, Fred Hersch. |
| In Rio                                                                                    | M.A. Music               | 1989  | 1989?     | Mit Luiz Avellar, Victor Biglione, Nico Assumpção, Carlos „Bala“ Gomez, Armando Marcal. ca. Juni 1988. |
| Lee Konitz Meets Space Jazz Trio – Blew                                                   | Philology Records        | 1989  | 1988      | Mit Enzo Pietropaoli, Alfred Kramer, Enrico Pieranunzi. |
| Star Eyes                                                                                 | HatHut Records           | 1986  | 1983      | Mit Martial Solal. |
| Medium Rare                                                                               | Label Bleu               | 1986  | 1986      | Mit Francis Varis, Hélène Labarrière, Jean-Claude Jouy, Dominique Cravic. |
| Body and Soul                                                                             | Insights                 | 1986? | 1985      | Livealbum von Lee Konitz/Gary Foster, mit Masao Nakajima, Tsutomo Okada, Jimmie Smith. Tokyo, 7. und 8. November 1985. |
| Ideal Scene                                                                               | Soul Note                | 1986  | 1986      | Mit Harold Danko, Rufus Reid, Al Harewood. Mailand, 22. und 23. Juli |
| Songs of the Stars                                                                        | JazzHouse                | 1988  | 1988      | Duoalbum mit John Taylor, London, 15.–16. Juni 1988. |
| The New York Album                                                                        | Soul Note                | 1988  | 1987      | Mit Harold Danko, Marc Johnson, Adam Nussbaum. New York, 18. und 19. August 1987. |
| Solitudes                                                                                 | Philology                | 1989? | 1988      | Duoalbum mit Enrico Pieranunzi. |
| 12 Gershwin in 12 Keys                                                                    | Philology                | 1989? | 1988      | Duoalbum mit Franco D’Andrea. |
| Bill Evans-Lee Konitz Quartet – Together Again                                            | Moon Records             | 1990  | 1965      | Mit Niels-Henning Ørsted Pedersen, Alan Dawson. Mitschnitte aus Berlin & Kopenhagen, 1965 |
| Frank-Lee Speaking                                                                        | West Wind                | 1992  | 1988      | Duoalbum mit Frank Wunsch. Dortmund, 9./10. Oktober 1988. |
| Anti-Heroes/Heroes                                                                        | Verve                    | 1991  | 1980      | Duoalbum mit Gil Evans. |
| Zounds                                                                                    | Soul Note                | 1991  | 1990      | Mit Kenny Werner, Ron McClure, Bill Stewart. New York, 23. & 24. Mai 1990. |
| Once Upon a Line                                                                          | Musidisc                 | 1991? | 1990      | Duoalbum mit Harold Danko. Live, Celebrity Centre, Paris, Juni 1990. |
| S’Nice                                                                                    | Nabel                    | 1991  | 1990      | Mit Frank Wunsch, Gunnar Plümer, Christoph Haberer. Monster (NL), 18./19. Juni 1990. |
| Hein van de Geyn Meets Lee Konitz                                                         | September                | 1991? | 1990      | Duoalbum mit Hein van de Geyn. Breda, 8. Juli 1990. |
| From Newport to Nice                                                                      | Musica Jazz/Philology    | 1992  | 1955–1980 | Kompilation mit unterschiedlichen Live-Aufnahmen aus den USA und Europa, mit Jimmy Raney, Warne Marsh, René Thomas, Attila Zoller u. a. (Beilage der italienischen Zeitschrift Musica Jazz H. 3/1992) |
| Swiss Kiss – Lee Konitz Plays Alain Guyonnet Tentet & Big Band                            | TCB                      | 1992? | 1991      | Genf 10., 11., 12. & 13. Juni 1990. |
| Piano Jazz: Marian McPartland with Lee Konitz                                             | The Jazz Alliance        | 1992? | 1991      | Marian McPartland Piano Jazz, New York, 6. September 1991. |
| Friends                                                                                   | Dragon                   | 1992  | 1991      | Lee Konitz & Lars Sjösten Quartet mit Gunnar Bergsten, Peter Söderblom, Nils Danell. |
| So Many Stars                                                                             | Philology                | 1993  | 1992      | Trioalbum von Lee Konitz, Tiziana Ghiglioni und Stefano Battaglia. |
| Rhapsody                                                                                  | Paddle Wheel/Evidence    | 1993  | 1993      | Konitz in verschiedenen Besetzungen, u. a. mit Toots Thielemans, Kenny Werner, Mark Feldman, John Scofield, Gerry Mulligan, Yuko Fijiyama, Peggy Stern, Ben Allison, Jeff Williams. |
| Rhapsody II                                                                               | Paddle Wheel/Bellaphon   | 1994  | 1993      | Konitz in verschiedenen Besetzungen, u. a. mit Clark Terry, Harvie Swartz, Sheila Jordan, Peggy Stern, Ben Allison, Jeff Williams, Yuko Fijiyama, Mark Feldman, Jeanfrançois Prins, Judy Niemack, Frank Wunsch, Kenny Werner. |
| Italian Ballads Vol. 1 – Parlami d’amore Mariù                                            | Philology                | 1993  | 1993      | Duoalbum mit Stefano Battaglia. |
| Speakin’ Lowly                                                                            | Philology                | 1994  | 1993      | Duoalbum mit Renato Sellani. |
| Lullaby of Birdland                                                                       | Candid Records           | 1994  | 1991      | Mit Barry Harris, Calvin Hill, Leroy Williams |
| Steps Towards a Dream                                                                     | Odin                     | 1995  | 1992      | Gemeinschaftsproduktion von Lee Konitz (der nicht auf allen Titeln zu hören ist), John Pål Inderberg, Erling Aksdal jr. und Bjørn Alterhaug. |
| Lunasea                                                                                   | Soul Note                | 1994? | 1992      | Album von Lee Konitz und Peggy Stern, mit Vic Juris, Harvie Swartz, Jeff Williams, Guilherme Franco. New York, 13. und 14. Januar 1992. |
| Unleemited – Play the Music of Alain Guyonnet                                             | Sunnyside                | 1994  | 1992      | Duoalbum mit Kenny Werner. Genf, 21.–23. Januar 1992. |
| Leewise                                                                                   | Storyville               | 1994  | 1992      | Lee Konitz Featured with the Jazzpar All Star Nonet Directed by Jens Søndergaard, mit Jeff Davis, Allan Botschinsky, Erling Kroner, Niels Gerhardt, Jens Søndergaard, Peter Gullin, Butch Lacy, Jesper Lundgaard, Svend-Erik Nørregaard sowie Peggy Stern, Brigitte Frieboe. Kopenhagen, 27.–29. März 1992. |
| Jazz Nocturne                                                                             | Evidence                 | 1994? | 1992      | Mit Kenny Barron, James Genus, Kenny Washington. New York, 5. Oktober 1992. |
| Lee Konitz Meets Don Friedman                                                             | Insights                 | 1994? | 1992      | Mit Don Friedman, Tsutomu Okada, Jeff Williams. Live „Nova Hall“, Tsukuba, Japan, 23. Oktober 1992. |
| The Jobim Collection                                                                      | Philology                | 1994? | 1993      | Duoalbum mit Peggy Stern, New York, 6.–10. Januar 1993. |
| A Venezia                                                                                 | Philology                | 1994  | 1993      | Lee Konitz mit Orchestra Il Suono Improvviso, Renzo Zulian, Marlon Nather, Paolo Fazio, Dario Prisco, David Boato, Roberto Rossi, Umberto di Nigris, Massimiliano Tonello, Carolina Casciani, Tatiana Marian, Arianna Bon, Giuliana Cravin, Loris Trevisan, Margherita Mesirca, Stefano Benini, Marco Castelli, Euro Michelazzi, Piero Cozzi, Massimo Parpagiola, Massimo Spiro, Michele Magnifichi, Roberto Rossetti, Sandro Gibellini, Walter Lucano, Paolo Birro, Moreno Danadel, Lello Gnesutta, Davide Ragazzoni unter Leitung von Giannantonio De Vincenzo. Farm Digital Studio, Cessalto(TV), März 1993. |
| Free With Lee                                                                             | Philology                | 1994? | 1993      | Lee Konitz Trio mit Augusto Mancinelli, Donovan Mixon. Mailand, 22. März 1993. |
| Lee Konitz / Chet Baker / Keith Jarrett Quintett                                          | Jazz Connoisseur         | 1994? | 1974      | Quintett mit Chet Baker, Keith Jarrett, Charlie Haden und Beaver Harris; vermutlich Rundfunkmitschnitt vom 14. April 1974, New York. |
| All The Way (The Soft Way)                                                                | Philology                | 1995? | 1993      | Duoalbum mit Renato Sellani. |
| Into It: Solos & Duos                                                                     | West Wind                | 1995  | 1993      | Duoalbum mit Frank Wunsch. |
| Franz Koglmann & Lee Konitz We Thought About Duke                                         | HatHut                   | 1995? | 1994      | Franz Koglmann & Lee Konitz Monoblue Quartet mit Tony Coe, Burkhard Stangl, Klaus Koch. Achau, 6.–9. Juni 1994. |
| Lee Konitz & Jeanfrançois Prins Trio Live at the Manhattan Jazz Club Disneyland Paris     | Gam                      | 1995  | 1995?     | Lee Konitz mit Jeanfrançois Prins, Bruno Castellucci, Salvatore La Rocca. |
| Haiku                                                                                     | Nabel                    | 1995  | 1994      | Lee Konitz Quartet mit Rudi Mahall, Andreas Schmidt, Jerry Granelli sowie Syumi Yoshida. Berlin, November 1994 |
| Brazilian Rhapsody                                                                        | MusicMasters             | 1995? | 1995      | Lee Konitz & The Brazilian Band, mit Peggy Stern, Romero Lubambo, Dave Finck, Duduka da Fonseca, Waltinho Anastacio, Adela Dalto, The Masters School Chorus. New York, 28.–31. Januar 1995. |
| Thingin                                                                                   | hat ART                  | 1996  | 1995      | Lee Konitz, Don Friedman & Attila Zoller, Thalwil, 30. März 1995. |
| Frankfurt Concert                                                                         | West Wind                | 1997  | 1995      | Duoalbum mit Frank Wunsch, Frankfurt am Main, 29. September 1995. |
| Friend Lee                                                                                | Edition Collage          | 1996  | 1995      | Lee Konitz, Lee Konitz with the Oliver Strauch Group and Peter Decker, Klangstudio Leyh, 20./21. November 1995 (mit Dany Schwickerath, Johannes Schaedlich). |
| Guarana                                                                                   | Axolotl Jazz             | 1996  | 1996      | Duoalbum mit Cesarius Alvim, Paris, 17. und 18. Juni 1996. |
| Breaths and Whispers: Homage to Alexandr Skrjabin                                         | Philology                | 1996? | 1995      | Duoalbum mit Umberto Petrin. Mailand, 25. Februar 1995. |
| Inside Cole Porter                                                                        | Nel Jazz / Philology     | 1996  | 1995?     | Duoalbum mit Franco D’Andrea. Mailand, 2. Mai 1996. |
| Brazilian Serenade                                                                        | Venus                    | 1996  | 1996      | Mit David Fink, Duduka da Fonseca, Romero Lubambo, Waltinho Anastacio, Tom Harrell, New York City, 20.–22. März 1996. |
| Strings for Holiday (A Tribute to Billie Holiday)                                         | Enja                     | 1996  | 1996?     | Mit Michael Formanek, Matt Wilson, Jill Jaffe, Ronald Lawrence, Cenovia Cummins, Mark Feldman, Daniel Pezzotti, Erik Friedlander. |
| It’s You                                                                                  | SteepleChase             | 1997? | 1996      | Mit Ron McClure, Billy Hart. New York City, März 1996. |
| Alone Together                                                                            | Blue Note                | 1997  | 1996      | Trioalbum von Lee Konitz, Brad Mehldau & Charlie Haden. |
| Self Portrait (In Celebration of Lee Konitz’ 70th Birthday)                               | Philology                | 1997  | 1997      | Solos mit Overdubs. 9. Februar 1997, Murec Studio, Milano |
| Inside Rodgers                                                                            | Philology                | 1997? | 1997      | Duoalbum mit Franco D’Andrea. Mailand, 2. Mai 1996. |
| Out of Nowhere                                                                            | SteepleChase             | 1997  | 1997      | Album von Lee Konitz & Paul Bley, mit Jay Anderson, Billy Drummond. April 1997. |
| Unaccompanied Live in Yokohama                                                            | P.S.F. Records           | 1997  | 1996      | Mit Kaziou Imai auf 2 Titeln, Yokohama, 24. Oktober 1996. |
| Star Eyes – Hamburg 1983                                                                  | hatART                   | 1998  | 1983      | Duoalbum mit Martial Solal. |
| Saxophone Dreams                                                                          | Koch Jazz                | 1998  | 1988–1992 | Mit The Netherlands Metropole Orchestra, Rob Pronk (cond). |
| L’âge mûr                                                                                 | Philology                | 1998  | 1997      | Konitz/Rava Quartet mit Enrico Rava, Rosario Bonaccorso, Massimo Manzi. Mailand, 10. Februar 1997. |
| TenderLee (For Chet)                                                                      | Philology                | 1999  | 1998      | Mit Pietro Ciancaglini, Fabrizio Sferra, Stefano Bollani. Rom, Club La Palma 5. & 6. Dezember 1998. |
| Three Guys                                                                                | Enja                     | 1999  | 1998      | Trioalbum von Lee Konitz, Steve Swallow, Paul Motian. DRS Studio, Zürich, 4. & 5. Mai 1998. |
| Sound of Surprise                                                                         | BMG                      | 1999  | 1999      | Mit Ted Brown, John Abercrombie, Marc Johnson, Joey Baron. NYC, April–Mai 1999. |
| Dig-It                                                                                    | Steeplechase             | 1999  | 1976      | Album von Lee Konitz & Ted Brown, mit Rufus Reid, Joe Chambers, Albert Dailey, Downtown Sound Studio, NYC, 20. Oktober 1976. |
| Another Shade of Blue                                                                     | Blue Note                | 1999  | 1997      | Mit Charlie Haden, Brad Mehldau. Livemitschnitt aus der Jazz Bakery in Culver City, 21. Dezember 1997. |
| Some New Stuff                                                                            | DIW                      | 2000  | 1999?     | Mit Greg Cohen, Joey Baron. |
| Dig Dug Dog                                                                               | Columbia                 | 2000? | 1997      | Mit Laurent de Wilde, Ira Coleman, Dion Parson, Keiko Lee. Tokyo, März 1997. |
| Rich Lee!                                                                                 | SteepleChase             | 2000? | 1997      | Album von Lee Konitz/Rich Perry, mit Harold Danko, Jay Anderson, Billy Drummond. April 1997 |
| Impressive Rome                                                                           | C.A.M. Jazz              | 2000  | 1968?     | Neuveröffentlichung eines Albums von Konitz/Martial Solal, das zuerst 1968 als LP erschien. Mit Henri Texier und Daniel Humair. |
| Dialogues                                                                                 | Challenge                | 2000? | 1997      | Lee Konitz mit dem Bert van den Brink Trio (mit Hein van de Geyn und Hans van Oosterhout). Amersfoort, 5. November 1997. |
| Pride                                                                                     | SteepleChase             | 2000? | 1999      | Lee Konitz Quartet mit George Colligan, Doug Weiss und Darren Beckett. Mai 1999. |
| Live at Birdland Neuburg                                                                  | Double Moon Records      | 2000  | 1999      | Lee Konitz / Kenny Wheeler Quartett mit Gunnar Plümer und Frank Wunsch. Live in Neuburg im November 1999. |
| Play French Impressionist Music from the 20th Century                                     | Palmetto                 | 2000  | 2000      | Lee Konitz & The Axis String Quartet (Meg Okura, Rob Thomas, Judith Insell, Catherine Bent). Arrangement: Ohad Talmor. Pipersville PA, 16. Januar 2000. |
| At the New Mississippi Jazz Club                                                          | Philology                | 2002  | 2000      | Mit Giovanni Ceccarelli, Mauro Battisti, Carlo Battisti. Live New Mississippi Jazz Club, Rom, 31. März 2000. |
| September Waltz                                                                           | Laika Records            | 2006  | 2000      | Frank Wunsch/Lee Konitz/Kenny Wheeler Quintett mit Peter Decker und Fritz Krisse. November 2000, Topaz Studios, Köln |
| Parallels                                                                                 | Chesky Records           | 2001  | 2000      | Mit Mark Turner, Peter Bernstein, Steve Gilmore, Bill Goodwin. St. Peter’s Church, Chelsea, New York, 5.–7. Dezember 2000. |
| After Hours, Vol. 7                                                                       | GoJazz                   | 2001  | 2000      | Mit Billy Peterson, Kenny Horst. St. Paul, MN, 12. Januar 2001. |
| Ides of March                                                                             | Aretesuono               | 2001  | 2001      | Duo Glauco Venier/Lee Konitz. Cavallico, 2001. |
| Duas Contas                                                                               | Philology                | 2002  | 2001      | Duoalbum mit Irio De Paula. Mailand, 5. April 2001. |
| Outra Vez                                                                                 | Philology                | 2002  | 2001      | Koproduktion mit Barbara Casini. Mit Sandro Gibellini. Mailand, 6. April 2001 |
| Gong with Wind Suite                                                                      | SteepleChase             | 2002  | 2002      | Duoalbum mit Matt Wilson. März 2002. |
| Live-Lee                                                                                  | Milestone                | 2003  | 2000      | Duoalbum mit Alan Broadbent. Los Angeles, The Jazz Bakery, 20–22. Oktober 2000. |
| More Live-Lee                                                                             | Milestone                | 2004  | 2000      | Duoalbum mit Alan Broadbent. 21. Oktober 2000. |
| Listen… Silent                                                                            | Dodicilune               | 2003? | 2001      | Mit Marco di Gennaro, Mauro Battista, Carlo Battista. JAZLE Festival, Teatro Paisiello, Lecce, Italien, 12. Dezember 2001. |
| A Day in Florence                                                                         | Philology                | 2004? | 2002      | Album mit Roberto Gatto (sowie Ares Tavolazzi). Florenz, 16. November 2002. |
| Suite For Paolo                                                                           | Philology                | 2004? | 2002      | Duoalbum mit Stefano Bollani. Mailand, 23. November 2002. |
| Phil Woods, Lee Konitz, Enrico Rava Big Encounter at Umbria 2003, Vol. 1: Play Rava       | Philology                | 2005? | 2003      | Mit Enrico Rava, Stefano Bollani, Ares Tavolazzi, Roberto Gatto, Barbara Casini. Live Umbria Jazz Festival, Umbria, 15.–17. Juli 2003. |
| Phil Woods & Lee Konitz Big Encounter at Umbria 2003, Vol. 2: Play Konitz                 | Philology                | 2005? | 2003      | Phil Woods & Lee Konitz mit Franco D’Andrea, Massimo Moriconi, Massimo Manzi, Barbara Casini. Live Umbria Jazz Festival, Umbria, 15.–17. Juli 2003. |
| Phil Woods & Lee Konitz Big Encounter at Umbria 2003, Vol. 3: Play Woods                  | Philology                | 2005? | 2003      | Phil Woods & Lee Konitz mit Andrea Pozza, Massimo Moriconi, Massimo Manzi, Barbara Casini. Live Umbria Jazz Festival, Umbria, 15.–17. Juli 2003. |
| Phil Woods & Lee Konitz Big Encounter at Umbria 2003, Vol. 4: Two Brothers in Three Flats | Philology                | 2005? | 2003      | Phil Woods & Lee Konitz mit Stefano Bollani, Franco D’Andrea. Live Umbria Jazz Festival, Umbria, 15.–17. Juli 2003. |
| BargaLee                                                                                  | Philologhy               | 2004  | 2003      | Lee Konitz & Orchestra BargaJazz, Bruno Tommaso (dir). Live, Barga, 29. August 2003. |
| Jonquil                                                                                   | Blue Jack                | 2004  | 2003      | Mit Marco Kegel, Axel Hagen, Joep Lumeij, Peter Kahlenborn + Arlia de Ruiter, Pauline Terlouw, Mieke Honingh, Bastiaan van der Werf. Hilversum, 17. & 18. September 2003. Neuauflage 2020 bei Timeless Records. |
| Inventions                                                                                | Omnitone                 | 2006? | 2004      | Album von Lee Konitz/Ohad Talmor, mit dem Spring String Quartet (Christian Wirth, Marcus Wall, Julian Gillesbeger, Stephan Punderlitschek). Kefermarkt, Austria, 28. & 29. April 2004. |
| The Glenn Gould Session                                                                   | Philology                | 2006? | 2005      | Duoalbum von Lee Konitz/Brian Dickinson. Toronto, Kanada, 5. April 2005. |
| Eu Nao Existo                                                                             | Philology                | 2006  | 2005      | Duoalbum mit Riccardo Arrighini. Azzano San Paolo, Italien, 9. April 2005. |
| The Soprano Sax Album                                                                     | Philology                | 2007  | 2005      | Duoalbum mit Riccardo Arrighini. Azzano San Paolo, Italien, 27. April 2005. |
| New Nonet                                                                                 | Omnitone                 | 2006? | 2005      | Mit Russ Johnson, Jacob Garchik, Ohad Talmor, Oscar Noriega, Denis Lee, Dimos Goudaroulis, Ben Monder, Bob Bowen, Matt Wilson. Livemitschnitt aus dem Jazz Standard, New York, 10.–14. August 2005. |
| Live in Oslo                                                                              | Ponca Jazz Records       | 2007  | 2005      | Album mit John Pål Inderberg (sowie mit Bjørn Alterhaug, Espen Rud). |
| Organic-Lee                                                                               | Steeplechase             | 2007  | 2006      | Duoalbum Lee Konitz / Gary Versace, New York, Januar 2006. |
| October Waltz                                                                             | Laika Records            | 2007  | 2006      | Frank Wunsch / Lee Konitz Februar 2006, Loft, Köln. |
| Meeting Again                                                                             | Challenge Jazz           | 2007  | 2006      | Duoalbum mit Hein van de Geyn. Live im Beauforthuis in Austerlitz (NL), 8. April 2006. |
| Portology                                                                                 | OmniTone                 | 2007? | 2006      | Lee Konitz/Ohad Talmor Big Band featuring the Orquestra Jazz de Matosinhos. Portugal, 13.–16. März 2006. Mit Erik Poirier, José Silva, Rogério Ribeiro, Susana Santos Silva, Daniel Dias, Gonçalo Dias, Michael Joussein, Álvaro Pinto, José Luis Rego, Zé Pedro Coelho, João Guimarães, João Pedro Brandão, Mário Santos, Rui Teixeira, Carlos Azevedo, Pedro Guedes, André Fernandes, Demian Cabaud, Mário Barreiros |
| Ashiya                                                                                    | Pirouet                  | 2008  | 2007      | Duoalbum mit Walter Lang. München, 20./21. Juli 2007 in München. |
| Deep Lee                                                                                  | Enja                     | 2008  | 2007      | Album mit Minsarah (d. i. Florian Weber, Jeff Denson, Ziv Ravitz), 22. & 23. September 2007 in New York City. |
| Infant Eyes: The Music of Wayne Shorter                                                   | Philology                | 2008? | 2006      | Album von Lee Konitz und Claudio Fasoli, mit Paolo Birro, Ares Tavolazzi, Stefano Bagnoli. Mailand, 11. November 2006. |
| Comencini                                                                                 | Philology                | 2008? | 2007      | Album von Lee Konitz/Antonio Zambrini, mit Tavolazzi, Massimo Manzi. Mailand, 12. & 13. März 2007. |
| StandardsLee                                                                              | Philology                | 2008? | 2007      | Album von Lee Konitz/Antonio Zambrini, mit Ares Tavolazzi, Massimo Manzi. Mailand, 12. & 13. März 2007. |
| Alone and Together                                                                        | Philology                | 2008? | 2007      | Duoalbum von Lee Konitz/Antonio Zambrini. Mailand, 12. & 13. März 2007. |
| Graceful-Lee                                                                              | Pazz                     | 2008  | 2008?     | Album von Grace Kelly/Lee Konitz. Mit Russell Malone, Rufus Reid, Matt Wilson. |
| 81 + 15 = 96!: Lee Konitz Meets Alessandro Lanzoni Trio                                   | Philology                | 2009  | 2007      | Mit Alessandro Lanzoni, Ares Tavolazzi, Walter Paoli. Mailand, 16. Oktober 2007. |
| Passion Flower: Lee Konitz Meets Paolo Birro Trio                                         | Philology                | 2009? | 2007      | Mit Paolo Birro, Ares Tavolazzi, Walter Paoli. Mailand, 17. Oktober 2007. |
| Jugendstil II                                                                             | ESP                      | 2010  | 2005      | Album von Lee Konitz/Chris Cheek/Stephane Furic Leibovici (sowie Dan Dorrance, Chris Speed, Jim Black, Maria Garcia, Joy Plaisted). New York, 15. August 2005. |
| Konitz Plays Konitz                                                                       | Philology                | 2010? | 2008      | Mit Piero Frassi, Filippo Pedol, Andrea Melani. Mailand, 11. September 2008. |
| Dan Tepfer Duos with Lee                                                                  | Sunnyside                | 2009  | 2008      | Dan Tepfer im Duo mit Lee Konitz. Meudon, 13. Dezember 2008 sowie New York City, 5. März 2009. |
| Insight                                                                                   | Jazzwerkstatt            | 2011  | 1989–1995 | mit Ausnahme der ersten drei Titel mit Frank Wunsch (Piano). Teilwiederveröffentlichung der vergriffenen Westwind-Alben |
| Live at Birdland                                                                          | ECM                      | 2011  | 2009      | Album von Lee Konitz, Brad Mehldau, Charlie Haden und Paul Motian. Livemitschnitt aus dem Birdland, New York, Dezember 2009. |
| Waxin’ in Camerino                                                                        | Philology                | 2011  | 2009      | Konitz & Ceccarelli French Trio, mit Giovanni Ceccarelli, Chris Jennings, Patrick Goraguer. Teatro Marchetti, Camerino, Italien, 19. April 2009. |
| Knowinglee                                                                                | OutNote Records          | 2011  | 2010      | Trioalbum von Lee Konitz, Dave Liebman und Richard Beirach. Mai 2010. |
| A Sixty-Year Reunion … How Cool Is That?                                                  | Wave                     | 2011  | 2010      | Mit Peter Ind, Rod Youngs. Club 606, London, Februar 2010. |
| Someone to Watch over Me                                                                  | JaWo                     | 2011  | 2010?     | Lee Konitz & Walter Lang Trio. Mit Walter Lang, Thomas Markusson und Sebastian Merk. |
| Enfants Terribles: Live at the Blue Note                                                  | Half Note Records        | 2012  | 2011      | Quartettalbum von Lee Konitz, Bill Frisell, Gary Peacock und Joey Baron. Blue Note, NY, 4. & 5. Juni 2011. |
| Art Farmer & Lee Konitz Live in Genoa 1981                                                | Tramonti Records         | 2013  | 1981      | Mit Milt Hinton, Shelly Manne, Ross Tompkins. Aufnahme vom Juli 1981. |
| Standards Live: At the Village Vanguard                                                   | Enja                     | 2014  | 2009      | New Quartet, mit Florian Weber, Jeff Denson, Ziv Ravitz. Village Vanguard, New York, 31. März & 1. April 2009. |
| First Meeting: Live in London, Volume 1                                                   | Whirlwind                | 2014  | 2010      | Mit Dan Tepfer, Michael Janisch, Jeff Williams. Live, Pizza Express, London, 19. & 20. Mai 2010. |
| Olden Times: Live at Birdland Neuburg                                                     | Double Moon Records      | 2016  | 1999      | Lee Konitz/Kenny Wheeler Quartett (mit Gunnar Plümer und Frank Wunsch). Birdland Neuburg an der Donau im November 1999, z. T. Live. |
| Jazz aus Kakanien                                                                         | Bassic Sound             | 2016  | 2001      | Koproduktion mit Johannes Enders, Thomas Stabenow, Christian Salfellner. Wien, 2001. |
| In Europe ‘56 – Paris (Unreleased) & Köln Sessions                                        | Fresh Sound Records      | 2017  | 1956      | am 16. Januar 1956 in Paris mit Bobby Jaspar, Lars Gullin, René Urtreger, Sacha Distel, Pierre Michelot, Christian Garros; am 14., 17. und 21. Januar 1956 in Köln (sowie zwei Live-Titel am 10. Januar 1956 in Freiburg) mit Hans Koller, Lars Gullin, Willi Sanner, Roland Kovac, Johnny Fischer, Rudi Sehring bzw. Karl Sanner (sowie auf einem der Freiburger Titel mit Attila Zoller) |
| Frescalalto                                                                               | Impulse!                 | 2017  | 2016      | Mit Kenny Barron, Peter Washington, Kenny Washington |
| Prisma by Günter Buhles                                                                   | QFTF                     | 2018  | 2000      | Mit Brandenburgisches Staatsorchester Frankfurt unter Leitung von Christoph Campestrini bzw. mit Frank Wunsch |
| Decade                                                                                    | Impulse!                 | 2018  | 2015–2016 | Mit Dan Tepfer |
| Nicolas Simion Meets Lee Konitz                                                           | 7 Dreams Records         | 2018  |           | Mit Nicolas Simion, Florian Weber, Martin Gjakonovski, Ziv Ravitz |
| Old Songs New                                                                             | Sunnyside                | 2019  | 2017      | Nonett mit Caroline Davis, Christof Knoche, Denis Lee, Judith Insell, Mariel Roberts, Dimos Goudaroulis, Christopher Tordini, George Schuller sowie Ohad Tamor; arrangiert von Ohad Tamor |
| Lee Konitz en Valparaíso                                                                  | Clasijazz Records        | 2020  | 2018      | Mit Marco Mezquida, Bori Albero, Ramon Prats |
| An Evening with Lee Konitz and Frank Wunsch                                               | Jazzwerkstatt            | 2021  | 1996      | Mit Frank Wunsch. Aufnahmen aus dem Loft (Köln) |
| Delightful Duets 3                                                                        | Solid Records            | 2021  | 1997      | Mit Rein de Graaff. Aufnahmen aus dem SJU-Jazz Podium in Utrecht vom 17. Dezember 1997. Evtl. Reissue |
| Bradlee                                                                                   | Bandcamp                 | 2021  | 2011      | Lee Konitz & Brad Linde Ensemble (mit Dan Tepfer, Sarah Hughes, Brent Madsen, Heidi Brown, Matt Musselman, Jarrod Williams, Tom Baldwin, Tony Martucci). Aufnahmen aus The Mansion at Strathmore, North Bethesda vom 22. September 2011 |

## Alben als Sideman
Eine Reihe von Veröffentlichungen von Konzert- und Rundfunkmitschnitten mit unklarer Autorisierung, an denen Lee Konitz mitwirkte, wurden nicht in die Diskografie aufgenommen.
| Musiker                                                                 | Album                                                                                          | Musiklabel       | VÖ    | Aufnahme        | Anmerkungen |
| ----------------------------------------------------------------------- | ---------------------------------------------------------------------------------------------- | ---------------- | ----- | --------------- | --- |
| Claude Thornhill                                                        | The Real Birth of the Cool                                                                     | Sony             | ?     | 1947            | |
| Claude Thornhill                                                        | Claude Thornhill Transcription Performances, 1947                                              | Hep              | ?     | 1947            | |
| Miles Davis Miles Davis & His Tuba Band:                                | Pre-Birth of the Cool                                                                          | Durium           | 1974  | 1948            | Live-Aufnahmen der Capitol-Band von Miles Davis aus dem Royal Roost vom 4. und vom 18. September 1948; in der Ausgabe The Real Birth of the Cool (Bandstand) auch gekoppelt mit Aufnahmen des Miles-Davis-Quintetts (ebenfalls mit Konitz) vom 25. September 1948 |
| Miles Davis                                                             | Birth of the Cool                                                                              | Capitol          | 1957  | 1949–50         | Capitol-Band |
| Lennie Tristano Quintet/Quartet                                         | Subconcious-Lee                                                                                | Prestige         | 1949  | 1949            | Lee Konitz, Lennie Tristano, Billy Bauer, Arnold Fishkin, Shelly Manne |
| Lennie Tristano Sextet                                                  | Crosscurrents (Intuition)                                                                      | Capitol          | 1972  | 1949            | Lee Konitz, Warne Marsh, Lennie Tristano, Billy Bauer, Arnold Fishkin, Harold Granowsky. New York, 4. März 1949 (nur eine Seite des Albums) |
| Buddy DeFranco and His Orchestra                                        | 1949–52 Studio Performances                                                                    | Capitol/Hep      | 1949  | 1949            | New York, April 23, 1949 |
| Ralph Burns and His Orchestra                                           | Ralph Burns Conducts Ralph Burns                                                               | Clef/Verve       | ?     | 1950            | Mit Danny Bank, Tony Miranda, Ray Brown, Jo Jones |
| Charles Mingus                                                          | Debut Rarities, vol. 4                                                                         | Debut/Fantasy    | 1952  | 1952            | Konitz auf den ersten 7 Titeln mit Jackie Paris, Phyllis Pinkerton, George Koutzen, Al Levitt; zunächst auf einer EP unter dem Titel Extrasensory Perception; als LP unter dem Titel The Young Rebel bei Swingtime. |
| Stan Kenton                                                             | New Concepts of Artistry in Rhythm                                                             | Capitol          | 1953? | 1952            | |
| Gerry Mulligan                                                          | Gerry Mulligan Quartet With Lee Konitz                                                         | Pacific Jazz     | 1953  | 1953            | Chet Baker, Lee Konitz, Carson Smith, Larry Bunker. Live The Haig, Los Angeles, Ende Januar 1953 |
| Al Haig                                                                 | The Sessions Vol. 1                                                                            | Vantage          | ?     | 1953            | Al Haig/Lee Konitz, mit Conte Candoli, Frank Rosolino, Richie Kamuca, Don Bagley, Stan Levey. Live „The Clef“, Hollywood, CA, June 11, 1953 |
| Stan Kenton                                                             | Portraits on Standards                                                                         | Capitol          | 1953? | 1953            | |
| Lars Gullin                                                             | Lasse Gullin American All Stars                                                                | Metronome [S]    | 1953? | 1953            | Mit Conte Candoli, Frank Rosolino, Zoot Sims, Don Bagley, Stan Levey. Stockholm, August 25, 1953 |
| The Four Freshmen/Stan Kenton Orchestra                                 | Stan Kenton – Popular Favorites                                                                | Capitol          | 1954  | 1953            | |
| Lennie Tristano                                                         | Lennie Tristano                                                                                | Atlantic         | 1956  | 1954/1955       | Mit Gene Ramey/Peter Ind und Jeff Morton/Art Taylor |
| Lennie Tristano                                                         | The Lennie Tristano Quartet                                                                    | Atlantic         | 1956? | 1955            | Mit Gene Ramey und Art Taylor |
| Metronome All-Stars                                                     | Metronome All-Stars 1956                                                                       | Clef/Verve       | 1956  | 1956            | Mit Thad Jones, Eddie Bert, Tony Scott, Lee Konitz, Zoot Sims, Al Cohn, Serge Chaloff, Teddy Charles, Billy Taylor, Tal Farlow, Charles Mingus, Art Blakey. |
| Gerry Mulligan                                                          | The Arranger – The Gerry Mulligan Concert Jazz Band                                            | Columbia         | 1957? | 1957            | New York, 19. April 1957. |
| Miles Davis/Gil Evans                                                   | Miles Ahead                                                                                    | Columbia         | 1957  | 1957            | |
| Gil Evans                                                               | Gil Evans and Ten                                                                              | Prestige         | 1957  | 1957            | |
| Gerry Mulligan                                                          | The Gerry Mulligan Song Book Vol. 1                                                            | Pacific Jazz     | 1958  | 1957            | Gerry Mulligan Octet, New York, 4. & 5. Dezember 1957 |
| Warne Marsh                                                             | The Art of Improvising, Vol. 1                                                                 | Revelation       | 1960? | 1959            | Mit Bill Evans, Jimmy Garrison, Paul Motian. Live „Half Note“, New York, February 17 & 24, 1959 |
| Kenny Burrell                                                           | Guitar Forms                                                                                   | Verve            | 1965? | 1964            | Englewood Cliffs, N.J., 4. Dezember 1964 |
| Bebop All Stars                                                         | Charlie Parker Tenth Memorial Concert                                                          | Limelight        | 1965? | 1965            | Carnegie Hall, New York, 27. März 1965 |
| Rita Reys                                                               | Rita Reys Meets Oliver Nelson                                                                  | Philips          | 1966? | 1965            | Rita Reys mit dem Oliver Nelson Orchestra. Hilversum, 16. Oktober 1965 |
| Dave Pike                                                               | The Doors of Perception                                                                        | Vortex           | 1966? | 1966            | Mit Eddie Daniels, Don Friedman, Chuck Israels, Arnie Wise. Live „Village Gate“, New York, 28. September 1966. |
| Various Artists                                                         | NDR Jazzworkshop 1968/69                                                                       | NDR              | 1969  | 1968            | A) Mit Attila Zoller, Allan Botschinsky, Torolf Mølgaard, Claes Rosendahl, Heinz Sauer, Cecil Payne, Wolfgang Dauner, Barre Phillips, Stu Martin. NDR Jazzworkshop 56, Hamburg, 29. März 1968. B) Mit Jimmy Owens, Phil Woods, Gato Barbieri, Jimmy Owens, Ack van Rooyen, Slide Hampton, Volker Kriegel, Joachim Kühn, Günter Lenz, Barry Altschul, Aldo Romano. Jazzworkshop 57, Hamburg, 31. Mai 1968. Von A) sind die Titel The Sweet Hustler, At Twilight und Rebecca Is 18 und von B) die Titel Never Subject to Change und Tribute to Louis auf dem Album LP NDR Jazzworkshop 1968/69 (NDR 654 057) dokumentiert, das nicht im regulären Handel erhältlich war. |
|                                                                         | Charlie Parker Memorial Concert                                                                | Cadet            | 1971? | 1970            | All-Star-Formation mit Art Hoyle, Lee Konitz, John Young, Rufus Reid, Philly Joe Jones, Eddie Jefferson. „North Park Hotel“, Chicago, 30. August 1970. |
| Charles Mingus                                                          | Charles Mingus and Friends in Concert                                                          | Columbia         | 1972  | 1972            | Konzert Philharmonic Hall, New York, 4. Februar 1972 |
| Lars Gullin                                                             | Like Grass                                                                                     | Odeon            | 1973  | 1973            | Mit Bernt Rosengren, Gunnar Lindqvist, Red Mitchell, Island Östlund. Stockholm, 27./28. August 1973 |
| Dave Brubeck                                                            | All the Things You Are                                                                         | Atlantic         | 1976  | 1973            | Mit Anthony Braxton, Jack Six, Roy Haynes. New York City, 3. Oktober 1973; andere Aufnahmen im Trio mit Jack Six und Alan Dawson am 17. Juli 1973. |
| Andrew Hill                                                             | Spiral                                                                                         | Arista/Freedom   | 1975? | 1974            | Mit Ted Curson, Cecil McBee, Art Lewis. New York, 20. Dezember 1974. |
| Chuck Israels                                                           | Chuck Israels National Jazz Ensemble Vol 1                                                     | Chiaroscuro      | 1976? | 1975            | New York, April/May 1975. |
| Buck Clayton                                                            | A Buck Clayton Jam Session, Vol. 2                                                             | Chiaroscuro      | 1976? | 1975            | New York, 5. & 6. Juni 1975 |
| Kimiko Kasai                                                            | This Is My Love                                                                                | CBS/Sony         | 1976? | 1975            | New York, 24. Juni 18. & Juli 1975 |
| Buck Clayton                                                            | A Buck Clayton Jam Session, Vol. 3                                                             | Chiaroscuro      | 1977? | 1976            | New York, 13. September 1976. |
| Bill Evans Trio with Lee Konitz & Warne Marsh                           | Crosscurrents                                                                                  | Fantasy          | 1978  | 1977            | 28. Februar und 1.–2. März 1977 |
| Shelly Manne                                                            | French Concert: Shelly Manne Quartet Feat. Lee Konitz                                          | Galaxy           | 1978? | 1977            | Saint-Quentin-en-Yvelines, France, 11. November 1977 |
| Charles Mingus                                                          | Something Like a Bird                                                                          | Atlantic         | 1979  | 1978            | |
| Dizzy Gillespie                                                         | Dizzy Gillespie-Lee Konitz Jam                                                                 | Jazzrita         | 1979? | 1978            | Mit Kai Winding, John Lewis, Rodney Jones, Alby Cullaz, Alan Dawson. Grande Parade du Jazz 1978, Nice, 12. Juli 1978 |
| Teo Macero                                                              | Impressions of Virus                                                                           | Columbia [J]     | 1979? | 1979            | |
| Karl Berger/Woodstock Workshop Orchestra                                | Live at the Donaueschingen Music Festival                                                      | MPS              | 1980  | 1979            | Donaueschinger Musiktage, Oktober 1979 |
| Karl Berger                                                             | New Moon: Woodstock Workshop Orchestra                                                         | Palcoscenico     | 1980  | 1979            | Teatro Ciak, Milano, 7. November 1979 |
| Joe Carter                                                              | Chestnut                                                                                       | Empathy Records  | 1983  | 1983            | Mit Harvie Swartz |
| Lars Sjösten Octet Featuring Lee Konitz                                 | Dedicated to Lee                                                                               | Dragon           | 1984  | 1983            | Mit Gunnar Bergsten, Lars Lundström, Egil Johansen, Héctor Bingert, Torgny Nilsson, Jan Allan, Gustavo Bergalli. |
| Max Roach                                                               | It’s Christmas Again                                                                           | Soul Note        | 1984? | 1984            | Mit Cecil Bridgewater, Tony Scott, Odean Pope, Tyrone Brown, Juni 1984 |
| Jazzensemble des Hessischen Rundfunks                                   | Atmospheric Conditions Permitting                                                              | ECM              | 1995  | 1985            | Konitz wirkte nur bei dem Titel Noldes Himmel mit. |
| Pierre Blanchard                                                        | Music for String Quartet, Jazz-Trio, Violin and Lee Konitz                                     | Sunnyside        | 1987  | 1986            | Mit Hervé Cavelier, Pierre Blanchard, Vincent Pagliarin, Michel Michalakakos, Alain Hatot, Alain Jean-Marie, Cesarius Alvim, André Ceccarelli, November/Dezember 1986 |
| Derek Bailey                                                            | Once by Company                                                                                | Incus            | 1988? | 1987            | Company: Lee Konitz, Richard Teitelbaum, Derek Bailey, Carlos Zingaro, Tristan Honsinger, Barre Phillips, Steve Noble, Live Arts Theatre, London, 12.–17. Mai 1987. |
| George Gruntz                                                           | Happening Now! – George Gruntz Concert Jazz Band ’87                                           | HatHut           | 1988? | 1987            | Live im Caravan of Dreams, Fort Worth, Texas, 16./17. Oktober 1987 |
| Meredith D’Ambrosio                                                     | The Cove                                                                                       | Sunnyside        | 1988  | 1987            | Meredith D’Ambrosio mit Lee Konitz, Fred Hersch, Michael Formanek, Keith Copeland, New York, 27./28. Oktober 1987 |
| Mikesch van Grümmer                                                     | Barlach Zyklus                                                                                 | Timeless         | 1989  | 1988            | in vier von neun Titeln mit Ack van Rooyen, Gunnar Plümer, Gerd Breuer, z. T. auch mit Jiggs Whigham, Anthony Reiss, Riccardo Del Fra; 17./18. Mai 1988. |
| Jens Søndergaard Quartet Featuring Lee Konitz                           | Konitz in Denmark ’89                                                                          | Right Tone       | 1989  | 1989            | mit Morten Højring, Hugo Rasmussen, Bjarne Rostvold |
| Pierre Guyonnet                                                         | Eureka                                                                                         | Tuxedo Music     | 1991? | 1990            | Lee Konitz mit Pierre Guyonnet, Maurice Vander, Ivor Malherbe, Alain Petitmermet. Lausanne, 19./20. November 1990 |
| Paul Motian                                                             | On Broadway, Vol. 3                                                                            | JMT              | 1992? | 1991            | Mit Joe Lovano, Bill Frisell, Charlie Haden. New York, August 1991 |
| Wolfgang Lackerschmid/Donald Johnston                                   | New Singers / New Songs New York ’93                                                           | Bhakti           | 1994? | 1993            | Lackerschmid/Johnston mit Ronnell Bey, Holli Ross, Carolee Carmello, Lillias White, Jack Wilkins, Attila Zoller, Ron McClure, Jeff Hirshfield in unterschiedlichen Besetzungen. Konitz nur auf einem Titel „Chet’s Ballad / Why Shouldn’t You Cry“ mit Lillias White. New York, 1993 |
| Massimo Salvagnini                                                      | Very Fool                                                                                      | High Tide        | 1994? | 1993            | Massimo Salvagnini Quartet Featuring Lee Konitz, mit Paolo Birro, Lorenzo Conte, Alfred Kramer. Italien, 1993 |
| Cool Trance Quartet                                                     | Discoveries                                                                                    | AMC              | 1994? | 1993            | Lee Konitz mit Nathalie Loriers, Philippe Aerts, Al Levitt. Brüssel, 15. Januar 1993. |
| Attila Zoller                                                           | When It’s Time                                                                                 | Enja             | 1995  | 1994            | Mit Larry Willis, Santi Debriano, Yoron Israel (auf zwei Titeln mit dem Quintett, auf zwei Titeln im Quartett ohne Willis sowie auf einem Titel im Duo mit Zoller) |
| Oliver Strauch                                                          | City Lights                                                                                    | Blue Concept     | 1995? | 1994            | Oliver Strauch Group with Lee Konitz, mit Peter Decker, Dany Schwickerath, Johannes Schaedlich. Sandhausen, 7.–9. März 1994. |
| Keiko Lee                                                               | Kickin’ It with Keiko Lee                                                                      | Sony             | 1996  | 1996            | Mit Claudio Roditi, Ole Matheison, Renee Rosnes, Ron Carter, Grady Tate u. a. New York, 25.–30. März 1996 |
| Kenny Wheeler                                                           | Angel Song                                                                                     | ECM              | 1997  | 1996            | Kenny Wheeler/Lee Konitz/Dave Holland/Bill Frisell. New York, Februar 1996. |
| Enrico Pieranunzi Trio & Ada Montellanico with Lee Konitz & Enrico Rava | Ma l’Amore No                                                                                  | Soul Note        | 1997  | 1997            | [ 113 ] |
| Diane Hubka                                                             | Haven’t We Met                                                                                 | A Records        | 1998  | 1997            | Mit Frank Kimbrough, John Hart, Harvie Swartz, Ron Vincent. Konitz nur auf drei Titeln. Brooklyn, 7. & 9. Juni 1997. |
| Gerry Mulligan All-Star Tribute Band                                    | Thank You, Gerry! Our Tribute to Gerry Mulligan                                                | Arkadia Jazz     | 1998  | 1997            | Mit Randy Brecker, Bob Brookmeyer, Ted Rosenthal, Dean Johnson, Ron Vincent. |
| Matt Wilson                                                             | Going Once, Going Twice                                                                        | Palmetto         | 1998? | 1997            | Mit Andrew D’Angelo, Joel Frahm, Pete McCann, Yosuke Inoue, Pipersville, PA, 31. August und 4. September 1997. |
| Davide Santorsola                                                       | To Bill Evans: Davide Santorsola Trio Plus Lee Konitz                                          | Philology        | 1998? | 1997/98         | Mit Maurizio Quintavalle und Mimmo Campanale. Bari, 12. August 1997 & 14. Januar 1998 |
| Henri Texier                                                            | Respect                                                                                        | Label Bleu       | 2000? | 1997            | Mit Bob Brookmeyer, Steve Swallow, Paul Motian. |
| Zollsound 4 feat. Lee Konitz                                            | Open Hearts                                                                                    | Enja             | 2000  | 1998            | Mit Thomas Zoller, Carlo Mombelli, Bill Elgart. Deutschland, 17. & 18. November 1998. |
| Rolf Kühn                                                               | Inside Out                                                                                     | Intuition        | 1999  | 1999            | Konitz spielt auf zwei Stücken des Studioalbums mit Kühn, eines davon im Quintett mit Frank Chastenier, Wolfgang Haffner und Detlev Beier. |
| Jim Hershman                                                            | Jim Hershman with Lee Konitz                                                                   | Sea Breeze       | 2000? | 1999            | Mit Jim Hershman, Scott Colley, Kenny Wollesen. New York, April 1999. |
| Thomas Stabenow                                                         | Straight Four II                                                                               | Bassic-Sound     | 2000  | 2000            | Mit Johannes Enders, Falk Willis. München, 22. Januar 2000. |
| Renato Sellani Trio Featuring Lee Konitz                                | Pugni chiusi                                                                                   | Edel             | 2001  | 2001            | Mit Massimo Moriconi, Stefano Bagnoli. |
| Trio Midnight                                                           | Live at Dinant Jazz Nights: Trio Midnight Meets Lee Konitz                                     | NetAktív         | 2005  | 2000            | Mit Kálmán Oláh, János Egri, Elemér Balázs. Ciney, Belgien, 7. Oktober 2000. |
| Nicolas Simion                                                          | Live in Graz & Brasov                                                                          | 7 Dreams         | 2002? | 2001            | Nicolas Simion Group Featuring Lee Konitz & Jancy Korossy. Live, Stockwerk, Graz, Oktober 2001. |
| François Théberge 5 Featuring Lee Konitz                                | Music of Konitz                                                                                | Effendi Records  | 2003  | 2002            | Mit Stéphane Belmondo, Jerry Edwards, Paul Imm, Karl Jannuska. |
| Mark Masters                                                            | One Day with Lee                                                                               | Capri            | 2003? | 2002            | Mit Scott Englebright, Louis Fasman, Steve Huffstetter, Ron Stout, Les Benedict, Dave Woodley, Bob Enevoldsen, Gary Foster, Jerry Pinter, Jack Montrose, Bill Perkins, Cecilia Coleman, Putter Smith, Kendall Kay, Mark Masters (arr,cond). Glendora, CA, 21. April 2002. |
| Bansigu Big Band                                                        | With Lee Konitz                                                                                | Splasc(h)        | 2004  | 2003            | Bansigu Big Band unter Leitung von Piero Leveratto bzw. Gianluca Tagliazucchi. Obelix Studio, Uboldo, Februar 2003 bzw. Acqui Terme, 10. August 2003. |
| Gianluca Tagliazucchi                                                   | Mr. 88 (Plays the Music of Lee Konitz)                                                         | Splasc(h)        | 2004  | 2004            | Mit Aldo Zunino, Alfred Kramer. Genua, 18. März 2004. |
| Mark Murphy                                                             | Love Is What Stays                                                                             | Verve            | 2007  | 2006            | Mit Till Brönner, Don Grusin u. a. Konitz nur in My Foolish Heart. |
| François Théberge Group with Lee Konitz                                 | Soliloque                                                                                      | Christal Records | 2008  | 2007?           | Mit Stéphane Belmondo, Jerry Edwards, Paul Imm, Alan Jones. |
| Jakob Bro                                                               | Balladeering                                                                                   | Loveland         | 2009  | 2008            | Mit Bill Frisell, Ben Street, Paul Motian. Avatar Studios, New York City, September 2008. |
| Piero Frassi                                                            | Serenity                                                                                       | Philology        | 2010? | 2008            | Piero Frassi Trio mit Lee Konitz, Filippo Pedol, Andrea Melani. Mailand, 11. September 2008. |
| Jimmy Amadie                                                            | Kindred Spirits: Jimmy Amadie Trio with special guests Lee Konitz, Joe Lovano and Lew Tabackin | TP               | 2011? | 2009            | Mit Steve Gilmore, Tony Marino, Bill Goodwin. ca. 2009. |
| Alexandra Grimal                                                        | Owls Talk                                                                                      | Hote Marge       | 2011? | 2009            | Alexandra Grimal/Lee Konitz/Gary Peacock/Paul Motian. New York, 15. & 16. Dezember 2009. |
| Jakob Bro                                                               | Time                                                                                           | Loveland         | 2011  | 2011            | Mit Bill Frisell, Thomas Morgan. Avatar Studios, New York City, September 2011. |
| Ethan Iverson                                                           | Costumes Are Mandatory                                                                         | High Note        | 2013  | 2011?           | Mit Larry Grenadier, Jorge Rossy. Brooklyn, NY, August 2012. |
| Jakob Bro                                                               | December Song                                                                                  | Loveland         | 2013  | 2012            | Mit Bill Frisell, Thomas Morgan, Craig Taborn. Avatar Studios, New York City, Dezember 2012. |
| Nicolas Simion feat. Lee Konitz & Jancy Körössy                         | Live in Graz & Brasov                                                                          | 7 Dreams Records | 2014  | 2001            | Mit James Singleton, Peter Perfido. Stockwerk/Graz, Oktober 2001 & Brasov Jazz Festival, Dezember 2001. |
| Guus Janssen                                                            | Meeting Points                                                                                 | Bimhuis          | 2015  | 1999            | Nur ein Duostück (das Titelstück), das im Bimhuis am 1. Oktober 1999 aufgenommen wurde, sonst andere Besetzungen um den Pianisten. |
| Jeff Denson Trio                                                        | Lee Konitz                                                                                     | Ridgeway Records | 2015  | 2015            | Mit Dan Zemelman, Jon Arkin. Februar 2015. |
| Lennie Tristano                                                         | Personal Recordings 1946-1970                                                                  | Mosaic Records   | 2021  | 1949–1950, 1962 | Kompilation, Konitz auf CD 3 im Sextett, aufgenommen an drei verschiedenen Spielorten 1949/50 sowie auf CD 6 im Quintett live aufgenommen 1962 im Halfnote, New York City |
| Jakob Bro                                                               | Taking Turns                                                                                   | ECM              | 2024  | 2014            | Mit Bill Frisell, Thomas Morgan, Andrew Cyrille, Jason Moran. Avatar Studios, New York City, März 2014. |
| Boulou & Elios Ferré and Friends                                        | Soir de Paris                                                                                  | Continuo Jazz    | 2024  | 2005            | An dieser Kompilation ist Konitz nur an dem Titel „317 East 32nd“ mit den beiden Gitarristen und Pierre Boussaguet beteiligt. |